# Castle Holydean
Castle Holydean sind heute die Reste einer Burg zwei Kilometer südwestlich von Bowden bei Kelso in der schottischen Grafschaft Roxburghshire, die heute Teil der Council Area Scottish Borders ist. Ein aus dem späten 16. Jahrhundert stammendes Portal in der Nähe des Gutshofes ist als Denkmal der Kategorie B klassifiziert.
Die Burg wurde auf Geheiß von König David I. erbaut und bereits 1276 wieder zerstört. 1530 ließ sie Dame Ker wieder aufbauen und der 3. Duke of Roxburghe ließ sie 1760 wieder zerstören. Heute ist davon nur noch wenig erhalten.
Die normannische Burg wurde nach den Lords Holydean benannt, die ursprünglich die Dekane der Kelso Abbey waren: Mönche, die große Macht in einem der größten feudalen Territorien und profitabelsten Regionen Schottlands innehatten. Der Baronstitel, die Baronie und die Burg fielen später an den Clan Kerr, deren Mitglieder zu Earls of Roxburghe und später zu Dukes of Roxburghe ernannt wurden.
Die Holdean Farm steht heute auf dem Gelände des ehemaligen Castle Holydean. Ein Steinblock aus den Resten der Burg bildet heute den Sturz des Eingangs ins Bauernhaus und auch der Brunnen der Burg ist heute noch erhalten. Die Burg wird auch Hobbie Ker’s Well genannt.